# Александер, Джон (актёр)
Джон Алекса́ндер (англ. John Alexander; 29 ноября 1897 — 13 июля 1982) — американский актёр театра и кино.
Родился 29 ноября 1897 года в Ньюпорте, Кентукки. Отец Джона владел несколькими пароходами, мать была телеграфистом. Свою первую роль в постановке «Единственный парень в городе» он сыграл в одиннадцать лет. В 1916 году Александр поступил в  труппу Маргарет Энглин, где сыграл роль Питера в пьесе «Укрощение строптивой».
Наиболее запоминающейся стала роль Тедди Брюстера, сумасшедшего, воображавшего себя Теодором Рузвельтом, в комедии «Мышьяк и старые кружева». Ранее, в 1941 году актёр уже исполнял роль Брюстера в одноимённой бродвейской постановке. В 1950 году Александер вновь сыграл Рузвельта в романтической комедии «Модные штаны». В последующие годы появился в таких популярных фильмах как «Дерево растёт в Бруклине» (1945), «Летние каникулы» (1948), «Винчестер 73» (1950) и «Спасти брак» (1952). На телевидении Александер был приглашённым актёром в «Шоу Фила Сильверса», «Защитники» и «Машина 54, где вы?».
Джон Александер умер 13 июля 1982 года в Нью-Йорке. Был похоронен на кладбище Кенсико.